# Partido Laborista de Turquía
El Partido Laborista de Turquía (en turco: Türkiye Emekçi Partisi, abreviado TEP) fue un partido político socialista en Turquía, dirigido por Mihri Belli. El TEP se fundó en 1975 y buscó llenar el vacío político creado por la proscripción del Partido de los Trabajadores de Turquía (TİP) en 1971. El partido siguió siendo una organización pequeña. Los dirigentes del partido fueron sometidos a un largo juicio político y sufrieron ataques violentos. El partido fue proscrito en 1980 por promover el uso del idioma kurdo en las escuelas.

## Fundación y programa
El Partido de los Trabajadores de Turquía (TİP) fue proscrito en 1971. Con la amnistía del 14 de marzo de 1974 para los activistas políticos y sindicales, muchos cuadros del TİP encarcelados fueron liberados de la cárcel. El TEP fue una de varias iniciativas en competencia en 1974-1975 para reagrupar elementos del antiguo TİP en nuevos partidos socialistas legales, junto con el Partido Socialista de los Trabajadores de Turquía (TSİP) de Ahmet Kaçmaz, el Partido Socialista (SP) de Mehmet Ali Aybar y el TİP refundado de Behice Boran («İkinci TİP»).
El TEP fue fundado el 12 de febrero de 1975 por Mihri Belli, un exlíder del Partido Comunista de Turquía que había regresado al país en 1973. Otros miembros fundadores destacados del TEP fueron Vecdi Özgüner, Şaban Ormanlar, Sevki Aksit, Mustafa Özçelik, Halil Oyman, Erol Yüce, Sefer Yılmaz y Faik Kalkavan.
El TEP se distinguió de otros partidos socialistas legales contemporáneos al defender la Revolución Democrática Nacional ('MDD', por su acrónimo en turco). El partido argumentó que Turquía tendría que atravesar una transformación democrática, aboliendo los restos del feudalismo, antes de estar lista para la transición al socialismo. El programa del partido abogaba por una «Turquía independiente y genuinamente democrática que se encaminara hacia el socialismo». El programa del partido planteaba como tareas inmediatas «la consecución de la plena independencia económica y política del país y la democratización de la vida política en Turquía», y buscaba construir un «Frente Patriótico» de fuerzas democráticas bajo la dirección de la clase obrera. El TEP se negó a tomar partido en el conflicto entre los partidos comunistas de la Unión Soviética y China, citando la línea de Ho Chi Minh del Partido Comunista de Vietnam que apelaba a la reconciliación entre Moscú y Pekín sobre la base del internacionalismo proletario. El partido cuestionó la legitimidad de la dirección exiliada del TKP, basada en el Bloque Socialista.

## Liderazgo, organización del partido y publicaciones
El TEP fue fundado como partido legal. Su centro de partido estaba en Estambul. El partido tenía organizaciones a nivel provincial y distrital. El máximo órgano de decisión del partido era su congreso nacional, que elegía al Comité General del partido, que a su vez elegía al presidente, a los secretarios generales y al Comité Ejecutivo Central del partido. Belli fue presidente del partido. El partido tenía dos secretarios generales: Hamza Özkan y Şaban Ormanlar. TEP publicaba las publicaciones mensuales Emekçi ('Trabajador') y Bağımsız Türkiye ('Turquía independiente'). El partido siguió siendo una fuerza menor en la política turca, incapaz de conseguir un apoyo masivo. El partido nunca participó en ninguna elección general.
TEP tenía una organización fachada entre los inmigrantes turcos en Alemania Occidental, la Unión de Socialistas Turcos en Europa (Avrupa Türkiye Sosyalistler Birliği, ATSB). Se estima que la ATSB tenía unos cincuenta miembros a mediados de la década de 1970 y tenía su sede en Múnich.

## Elecciones de 1975
En agosto de 1975, el TSİP hizo un llamamiento a la formación de un frente unido de fuerzas socialistas y de izquierdas antes de las elecciones al Senado del 12 de octubre de 1975. A principios de septiembre de 1975 se celebró en Estambul una conferencia de cuatro partidos con la participación del TSİP, el TEP, el SP y el Partido de la Unidad Turca (este último, aunque no era un partido socialista, tenía una visión antioccidental). A la conferencia de Estambul le siguió una reunión similar en Ankara unos días más tarde. Al final, las reuniones no dieron como resultado un frente unido, ya que los partidos participantes sólo pudieron acordar la formación de un Buró Consultivo Socialista.Los diferentes partidos socialistas tenían diferentes puntos de vista sobre qué partido apoyar en las elecciones al Senado. El TEP declaró que no apoyaría ni al TBP ni al Partido Republicano del Pueblo (CHP) en las elecciones, y dio instrucciones a sus seguidores de votar por el candidato «más progresista» en su respectiva provincia. Belli argumentó que el TEP «no puede apoyar al CHP, ya que el CHP no es un partido progresista, sino simplemente el menos reaccionario».

## Juicio y proscripción
En noviembre de 1975, Belli fue detenido por negarse a presentar documentos del partido en un juicio de seguridad. Permaneció detenido durante seis meses. El 7 de junio de 1976 comenzó en el Tribunal de Seguridad del Estado de Estambul el juicio contra 33 dirigentes del TEP, basado en una acusación formal de fecha 21 de abril de 1976. Fueron acusados según el artículo 141 del Código Penal turco. La investigación alegó que el partido perseguía «objetivos comunistas y kurdos». Después de que los Tribunales de Seguridad del Estado fueran declarados inconstitucionales en noviembre de 1976, el caso TEP fue trasladado a un tribunal civil (el caso TEP fue trasladado a un tribunal militar en 1980).
El 7 de abril de 1979 Belli sobrevivió a un intento de asesinato en Sultanahmet (Estambul), del que los Lobos Grises fueron acusados de ser responsables. El 8 de mayo de 1980, el Tribunal Constitucional de Turquía proscribió el partido, en reacción a las expresiones del programa del partido que apoyaban el derecho del pueblo kurdo a tener acceso a la educación en su lengua materna. El veredicto declaró al TEP culpable de «intentar crear un sentimiento de minoría en la mente de un cierto grupo de ciudadanos [que] es contrario al concepto de la unidad del Estado con su territorio y nación». El veredicto hizo referencia al artículo 83 de la Constitución turca, que establece que la correspondencia oficial, la educación y la cultura nacional sólo pueden realizarse en turco. El 24 de mayo de 1980, los Lobos Grises atacaron nuevamente el partido, en el que el miembro del comité ejecutivo del TEP, Vecdi Özgüner, resultó herido en su residencia y su esposa Sevinç fue asesinada a tiros. Belli se exilió después del golpe de Estado del 12 de septiembre de 1980.

## Periodo posterior
En 1982, el TEP participó en la fundación del Frente Unificado de Resistencia contra el Fascismo (FKBDC), en el que el Partido de los Trabajadores de Kurdistán (PKK) y Dev-Yol eran las facciones dominantes.
El juicio de 1976 contra 33 dirigentes del TEP concluyó en marzo de 1986 con la absolución de los acusados. Una vez finalizado el juicio al TEP, Belli regresó a Turquía en 1987 y se unió al Partido de la Libertad y la Solidaridad (ÖDP).